# Torymus brevicoxa
Torymus brevicoxa är en stekelart som beskrevs av Zavada 2001. Torymus brevicoxa ingår i släktet Torymus och familjen gallglanssteklar. Inga underarter finns listade i Catalogue of Life.